# رسانه‌ها در گرجستان
رسانه‌ها در گرجستان (انگلیسی: Mass media in Georgia) به رسانه‌های گروهی واقع در جمهوری گرجستان اشاره دارد. تلویزیون، مجلات و روزنامه‌ها تحت نظر شرکت‌های دولتی و انتفاعی فعالیت می‌کنند که به درآمد حاصل از تبلیغات، آبونمان سایر درآمدهای مربوط به فروش متکی هستند. قانون اساسی گرجستان، آزادی بیان را تضمین می‌کند.
با وجود دوقطبی و سیاسی شدن دراز مدت، که این بخش را تحت تأثیر قرار می‌دهد، محیط رسانه در گرجستان در وضعیت آزادی بیان کامل باقی مانده‌است و دارای بالاترین اظهار بیان‌های مختلف در منطقه قفقاز جنوبی است. درصد بالایی از خانواده‌های گرجستان دارای تلویزیون بوده و بیشتر آنها دست‌کم دارای یک رادیو هستند. بیشتر شرکت‌های رسانه ای گرجستان در تفلیس، پایتخت و بزرگ‌ترین شهر این کشور مستقر هستند.